# العلاقات العراقية الموزمبيقية
العلاقات العراقية الموزمبيقية هي العلاقات الثنائية التي تجمع بين العراق وموزمبيق.

## مقارنة بين البلدين
هذه مقارنة عامة ومرجعية للدولتين:
| وجه المقارنة                                              | العراق                       | موزمبيق          |
| --------------------------------------------------------- | ---------------------------- | ---------------- |
| المساحة (كم2)                                             | 437.07 ألف                   | 801.59 ألف       |
| عدد السكان (نسمة)                                         | 38.27 مليون                  | 29.67 مليون      |
| الكثافة السكانية (ن./كم²)                                 | 87.56                        | 37.01            |
| العاصمة                                                   | بغداد                        | مابوتو           |
| اللغة الرسمية                                             | اللغة العربية، اللغة الكردية | اللغة البرتغالية |
| العملة                                                    | دينار عراقي                  | متكال موزمبيقي   |
| الناتج المحلي الإجمالي (بليون دولار)                      | 197.72 مليار                 | 12.33 مليار      |
| الناتج المحلي الإجمالي (تعادل القوة الشرائية) بليون دولار | 560.73 مليار                 | 33.35 مليار      |
| الناتج المحلي الإجمالي الاسمي للفرد دولار أمريكي          | 4.94 ألف                     | 529              |
| الناتج المحلي الإجمالي للفرد دولار أمريكي                 | 15.06 ألف                    | 1.13 ألف         |
| مؤشر التنمية البشرية                                      | 0.654                        | 0.416            |
| رمز المكالمات الدولي                                      | +964                         | +258             |
| رمز الإنترنت                                              | .iq                          | .mz              |
| المنطقة الزمنية                                           | ت ع م+03:00، ت ع م+04:00     | ت ع م+02:00      |

## منظمات دولية مشتركة
يشترك البلدان في عضوية مجموعة من المنظمات الدولية، منها:
| علم المنظمة | اسم المنظمة                        | تاريخ انضمام العراق | تاريخ انضمام موزمبيق |
| ----------- | ---------------------------------- | ------------------- | -------------------- |
|             | الاتحاد البريدي العالمي            | ?                   | ?                    |
|             | مؤسسة التنمية الدولية              | 29 ديسمبر 1960      | 24 سبتمبر 1984       |
|             | منظمة حظر الأسلحة الكيميائية       | ?                   | ?                    |
|             | الأمم المتحدة                      | 21 ديسمبر 1945      | 16 سبتمبر 1975       |
|             | وكالة ضمان الاستثمار متعدد الأطراف | 6 أكتوبر 2008       | 23 نوفمبر 1994       |
|             | منظمة الشرطة الجنائية الدولية      | ?                   | ?                    |
|             | مؤسسة التمويل الدولية              | 27 ديسمبر 1956      | 24 سبتمبر 1984       |
|             | البنك الدولي للإنشاء والتعمير      | 27 ديسمبر 1945      | 24 سبتمبر 1984       |
|             | الاتحاد الدولي للاتصالات           | 12 نوفمبر 1928      | 4 نوفمبر 1975        |
|             | منظمة التعاون الإسلامي             | ?                   | ?                    |
|             | يونسكو                             | 21 أكتوبر 1948      | 11 أكتوبر 1976       |

## وصلات خارجية
- موقع وزارة الخارجية العراقية
- موقع وزارة الخارجية الموزمبيقية